# NeXTSTEP
Pour le programme spatial de la NASA, voir Next Space Technologies for Exploration Partnerships.
NeXTSTEP est le système d'exploitation sorti le 18 septembre 1989 avec les ordinateurs conçus par NeXT, la société fondée en 1985 par Steve Jobs après son éviction d'Apple. NeXTSTEP est basé sur un micro-noyau Mach, un environnement BSD 4.3 et une interface graphique efficace fondée sur le Display PostScript.
NeXTSTEP était conçu au départ pour fonctionner sur les machines de NeXT (NeXTcube, NeXTstation N&B et couleur) mais comme ce matériel se vendait mal, NeXT décida de porter son système d'exploitation sur les plateformes Sparc, PA-RISC et x86.
C'est sur une machine NeXT sous NeXTSTEP que Tim Berners-Lee développa WorldWideWeb, le premier navigateur web (plus tard rebaptisé Nexus), alors qu'il travaillait au CERN.
Il évolua en OPENSTEP (NeXTSTEP version 4), puis à la suite du rachat de NeXT par Apple en 1996, devient Rhapsody (NeXTSTEP version 5) et enfin Mac OS X.

## Divers
De NextStep est inspiré l'environnement bureau WindowMaker, compatible Unix, BSD et Linux, encore maintenu dans les années 2020.